# Rikki Martin Simbolon
Rikki Martin Simbolon (* 25. März 1995) ist ein indonesischer Leichtathlet, der sich auf den Langstreckenlauf spezialisiert hat.

## Sportliche Laufbahn
Erste internationale Erfahrungen sammelte Rikki Martin Simbolon im Jahr 2023, als er bei den Südostasienspielen in Phnom Penh in 31:08,85 min die Goldmedaille im 10.000-Meter-Lauf gewann. Anschließend gelangte er bei den Asienmeisterschaften in Bangkok mit 31:17,12 min auf Rang neun und auch bei den Asienspielen Ende September in Hangzhou wurde er mit 30:56,66 min Neunter.
2022 wurde Simbolon indonesischer Meister im 10.000-Meter-Lauf.

## Persönliche Bestleistungen
- 5000 Meter: 15:11,02 min, 30. November 2022 in Pathum Thani
- 10.000 Meter: 30:56,66 min, 30. September 2023 in Hangzhou